# Урал (автодорога)
Федера́льная автомоби́льная доро́га М5 «Ура́л» — автомобильная дорога федерального значения Москва — Рязань — Пенза — Самара — Уфа — Челябинск (с подходами к Саранску, Саратову, Ульяновску, Самаре, Оренбургу, Орску, Екатеринбургу). Протяжённость 1879 километров, с учётом подходов — 3327 км.
Некоторые участки дороги входят в более крупные маршруты. Так участок Москва — Челябинск является частью маршрута E 30 европейской сети маршрутов и AH6 азиатской сети. Участок Челябинск — Екатеринбург является частью азиатского маршрута AH7, участок Ульяновск — Оренбург входит в маршрут AH9 и транспортный коридор «Западная Европа — Западный Китай».
Дорога проходит по территориям Московской, Рязанской, Пензенской, Ульяновской, Самарской, Саратовской, Оренбургской, Челябинской и Свердловской областей, республик Мордовии, Татарстана и Башкортостана.
В Уфе дорога соединяется с федеральной дорогой М7 «Волга», а в Екатеринбурге соединяется с М12 «Восток», идущей от Москвы. Дорога также соединяется с большим количеством федеральных региональных дорог и автомагистралей.
Участки дороги имеют техническую категорию от IA (автомагистраль) до IV (нескоростная дорога), число полос движения от 10 до 2.

## История
М5 — одна из старейших автодорог страны. Участок от Москвы до Рязани (старый) построен (точнее, адаптирован для автомобильного движения, московско-рязанская дорога существовала и ранее) в начале 1930-х годов, на заре автомобилизации страны. Строительство участка Рязань-Куйбышев началось в январе 1942 года и первоначально велось в ускоренном темпе, так как Куйбышев был резервной столицей страны на случай захвата Москвы немецко-фашистскими войсками. После отражения угрозы Москве приоритетность строительства трассы отпала, в результате чего участок до Куйбышева был достроен только в 1946—1947 годах. На всём протяжении (от Москвы до Челябинска) движение по трассе было открыто в 1965 году. Маршрут Москва — Рязань — Пенза — Куйбышев — Уфа — Челябинск в советское время до середины 1980-х годов имел номер 7.
C 1960-х годов до настоящего времени в Московской области поэтапно ведётся строительство Новорязанского шоссе — многополосной автодороги без светофоров и одноуровневых пересечений, идущей в обход населённых пунктов. По состоянию на 2024 год, Новорязанское шоссе состоит из 4-10 полосного участка, проходящего от МКАД  до конца обхода Коломны (124 км).

## Маршрут
Федеральная автомобильная дорога М5 «Урал» начинается на пересечении МКАД и Волгоградского проспекта, далее идёт в юго-восточном направлении по территории Московской области, проходя по юго-западной окраине Люберец, далее следует по окружным дорогам вокруг Бронниц, Коломны, через Луховицы. В Московской области трасса «Урал» пересекает реки Москву (у деревни Заозерье Раменского района и под Коломной) и Оку (также в районе Коломны).

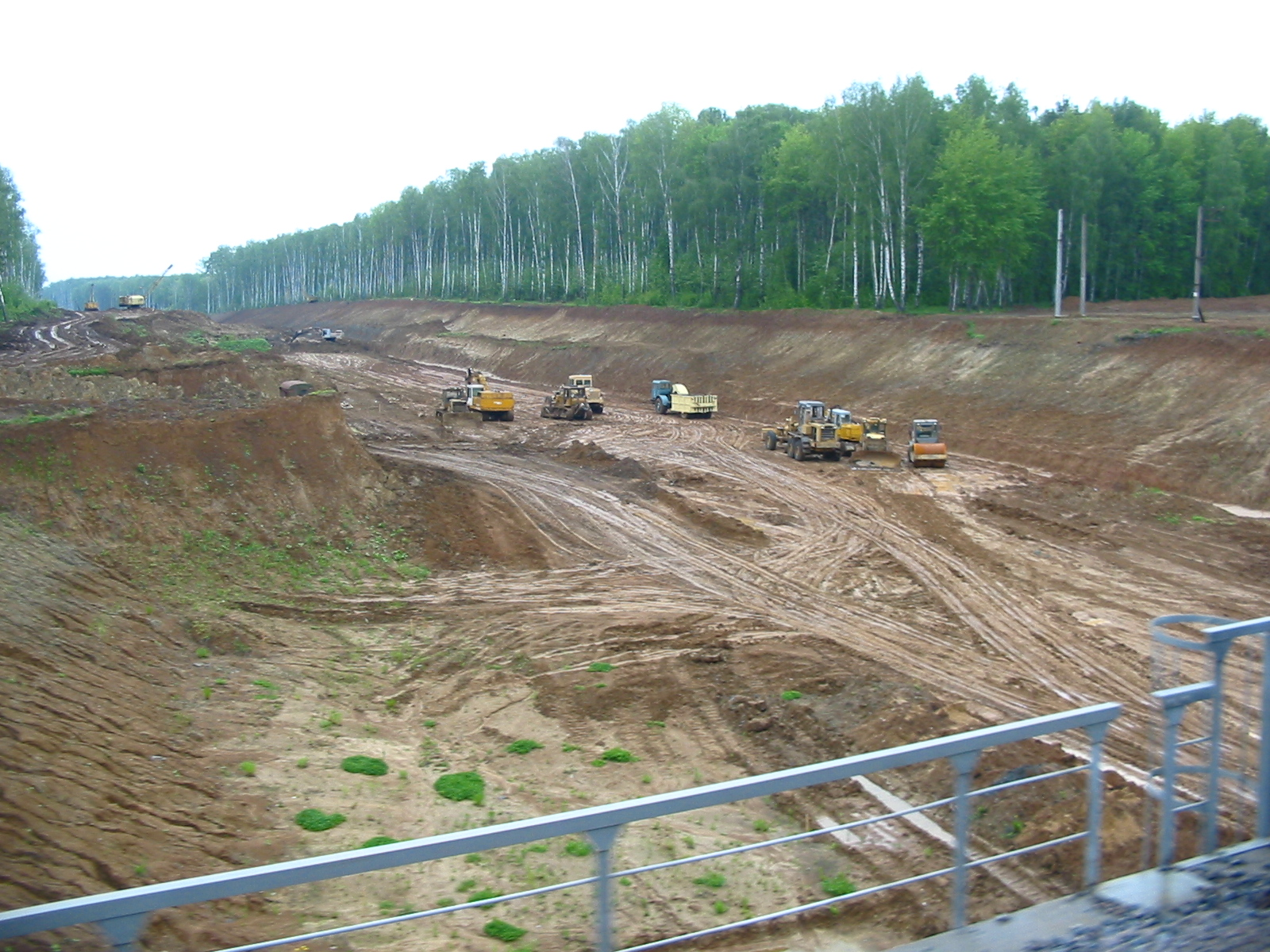
Стройка шоссе на участке Бронницы - Коломна (2004)

Далее магистраль идёт по территории Рязанской области в юго-восточном и восточном направлениях, проходит недалеко от Рыбного (к северо-востоку от трассы), обходит Рязань по объездной дороге по западной и южной окраинам, проходит недалеко от Шилова и Сасова (к северу от трассы), пролегает через Шацк (также возможно проехать по объездной дороге с 2007 года). В Рязанской области трасса пересекает реки Проню и Цну, а также множество малых рек, проходит по путепроводам над железнодорожной веткой Кустарёвка — Вернадовка на 402 км и над линией Транссиба (414 км).
После Рязанской области трасса заходит на территорию Республики Мордовия и идёт в юго-восточном направлении через посёлки Умёт и Зубову Поляну. Частью дороги является подъезд к городу Саранску на 458 км основной трассы.
После Мордовии проходит по территории Пензенской области в восточном и юго-восточном направлениях через Спасск, обходит по объездной дороге по северным и восточным окраинам Нижний Ломов, пролегает через посёлок Мокшан и село Рамзай, пересекает Р158 и по объездной дороге проходит по северной окраине Пензы, далее — севернее Заречного и южнее Кузнецка.
Продолжаясь на восток, трасса ненадолго заходит на территорию Ульяновской области, проходя через рабочие посёлки Николаевка и Новоспасское, после чего идёт по территории Самарской области в восточном направлении, проходит по северной окраине Сызрани. У Сызрани начинается трасса Р228 на Саратов, идёт подъезд к городу Ульяновску, и к северу от Октябрьска. Далее автодорога идёт вдоль берега Саратовского водохранилища, проходит в северном направлении через Жигулёвск, по плотине Жигулёвской ГЭС, через Комсомольский район города Тольятти. В Тольятти поворачивает на восток, затем — на юго-восток, проходит к северу от Самары и на перекрёстке недалеко от Новосемейкина поворачивает на северо-восток и далее постепенно на восток. Также от Новосемейкина идёт дорога в обход Самары на Оренбург, Пугачёв и Большую Черниговку.
В дальнейшем трасса идёт в северо-восточном направлении по территории Оренбургской области и Республики Татарстан, минуя Северное и Бавлы и пересекая Р239. После быстрого пересечения Оренбургской области и Татарстана продолжается в восточном направлении по территории Республики Башкортостан, проходит по южным окраинам городов Октябрьского и Уфы. На территории Башкортостана дорога под Уфой пересекает реки Ик, Дёму, Белую (Агидель) и Сим. Около Уфы есть ответвления на Бирск, Казань и Оренбург.
Далее трасса проходит по территории Челябинской области в восточном, северо-восточном, юго-восточном направлениях. На повороте на Кропачёво с трассы уходят многие автомобили, едущие на Екатеринбург (по региональным дорогам Месягутово — Красноуфимск — Ачит и далее по Р242 Пермь — Екатеринбург). Далее — небольшой участок, территориально проходит снова по Башкортостану (участок между Шарлашем и Усть-Катавом), потом трасса идёт по южной окраине Усть-Катава, к северу от Юрюзани, к югу от Сатки, Златоуста, Миасса, Чебаркуля и завершается в Челябинске. На 1852 километре от основной трассы, через обход города Челябинска (ЧКАД) ответвляется подъезд к городу Екатеринбургу, также можно выехать на Курган и Троицк.

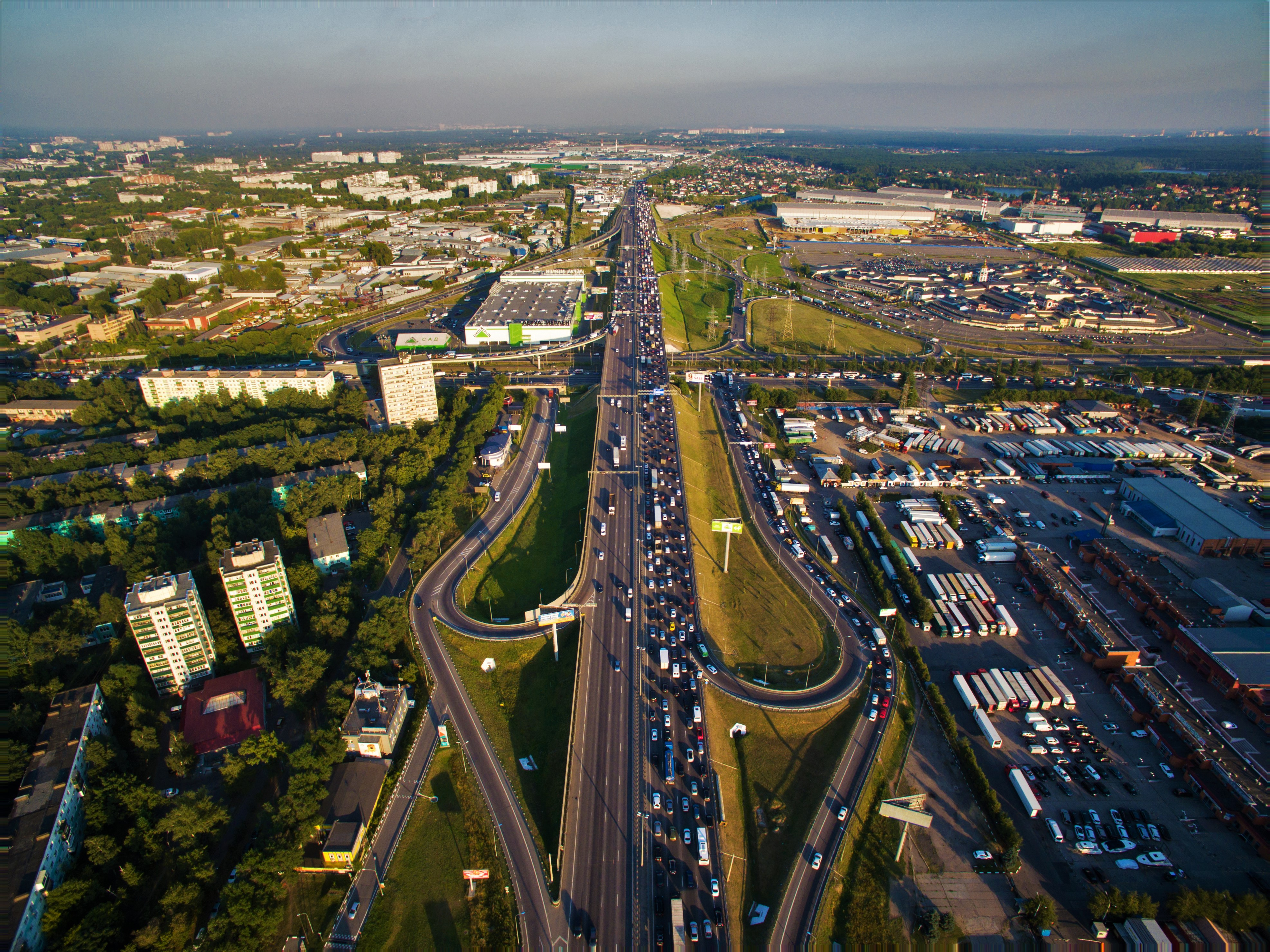
М5 Урал в Московской области. На ближнем плане — транспортная развязка с Дзержинским шоссе и Смирновской улицей, сразу за железной дорогой — развязка с Новоегорьевским шоссе
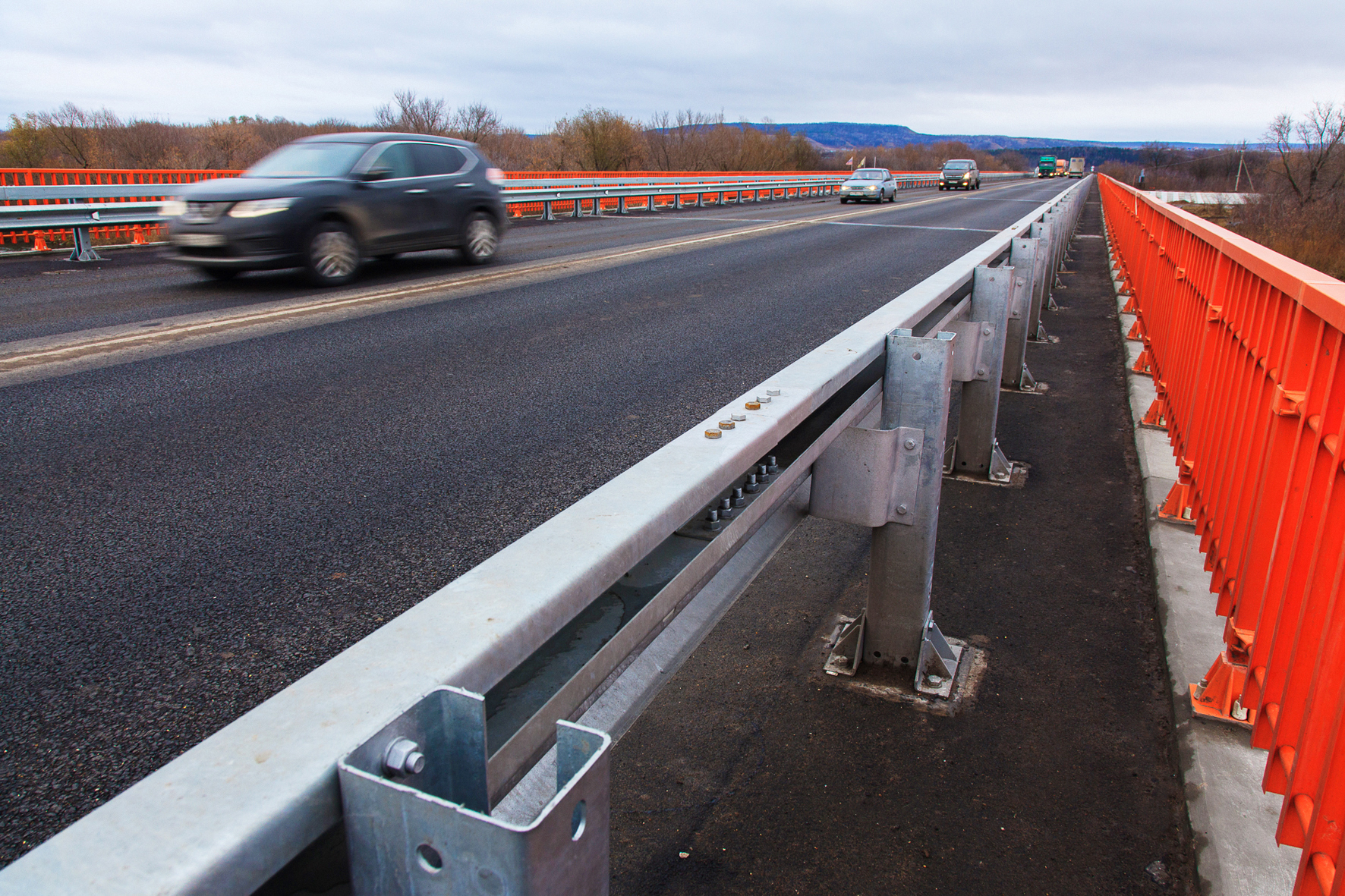
Отремонтированный в 2017 году мост через реку Ик на 1281 км автодороги на границе Татарстана и Башкирии
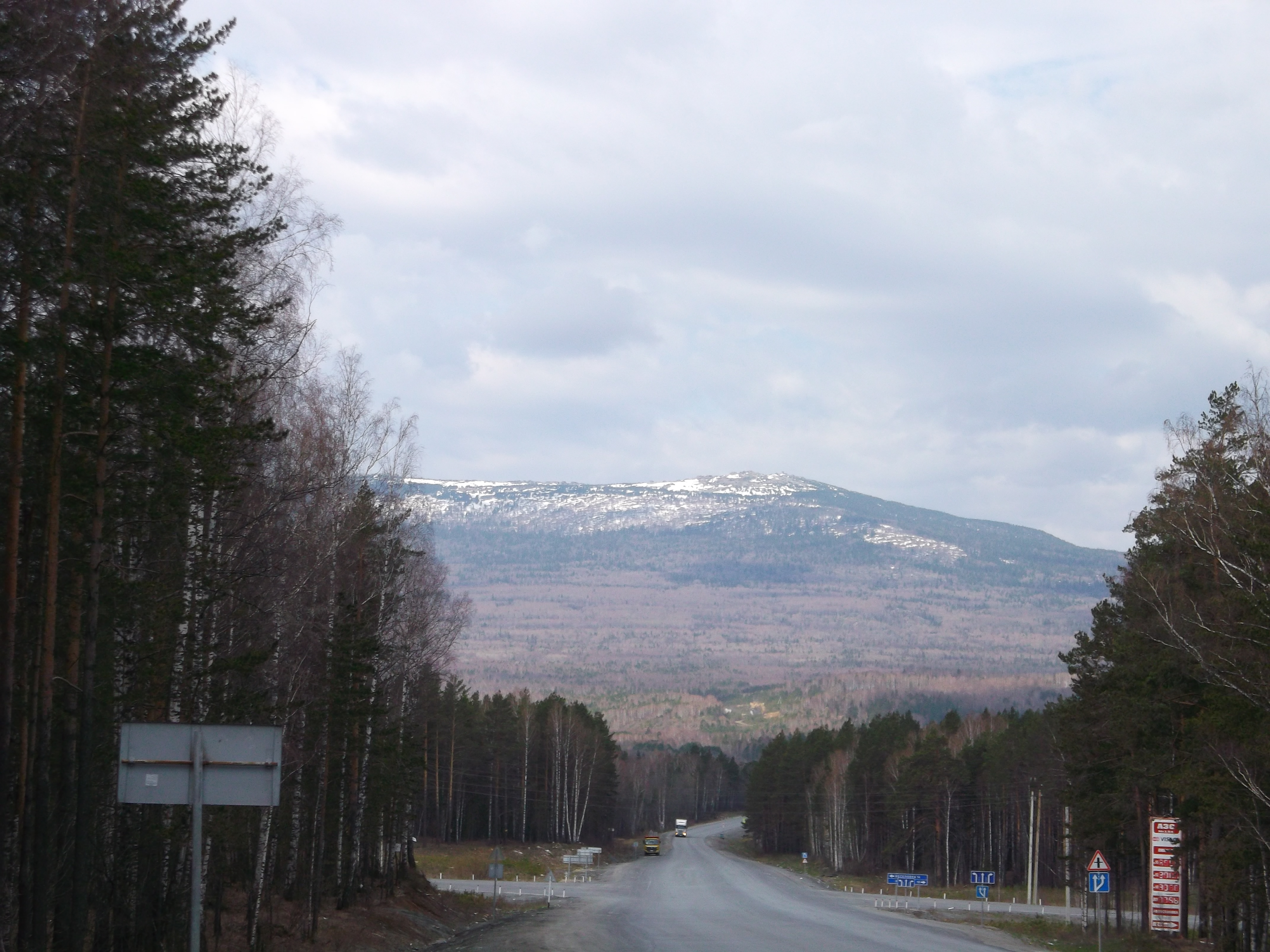
Горный участок дороги, вид в западном направлении на юго-восточный склон северо-восточной оконечности (на фото «Первая Сопка») хребта Уреньга западнее Златоуста. Перевал через хребет правее за деревьями. Пересечение с дорогой 75К-092 Златоуст — Веселовка. Ранее 2012 года
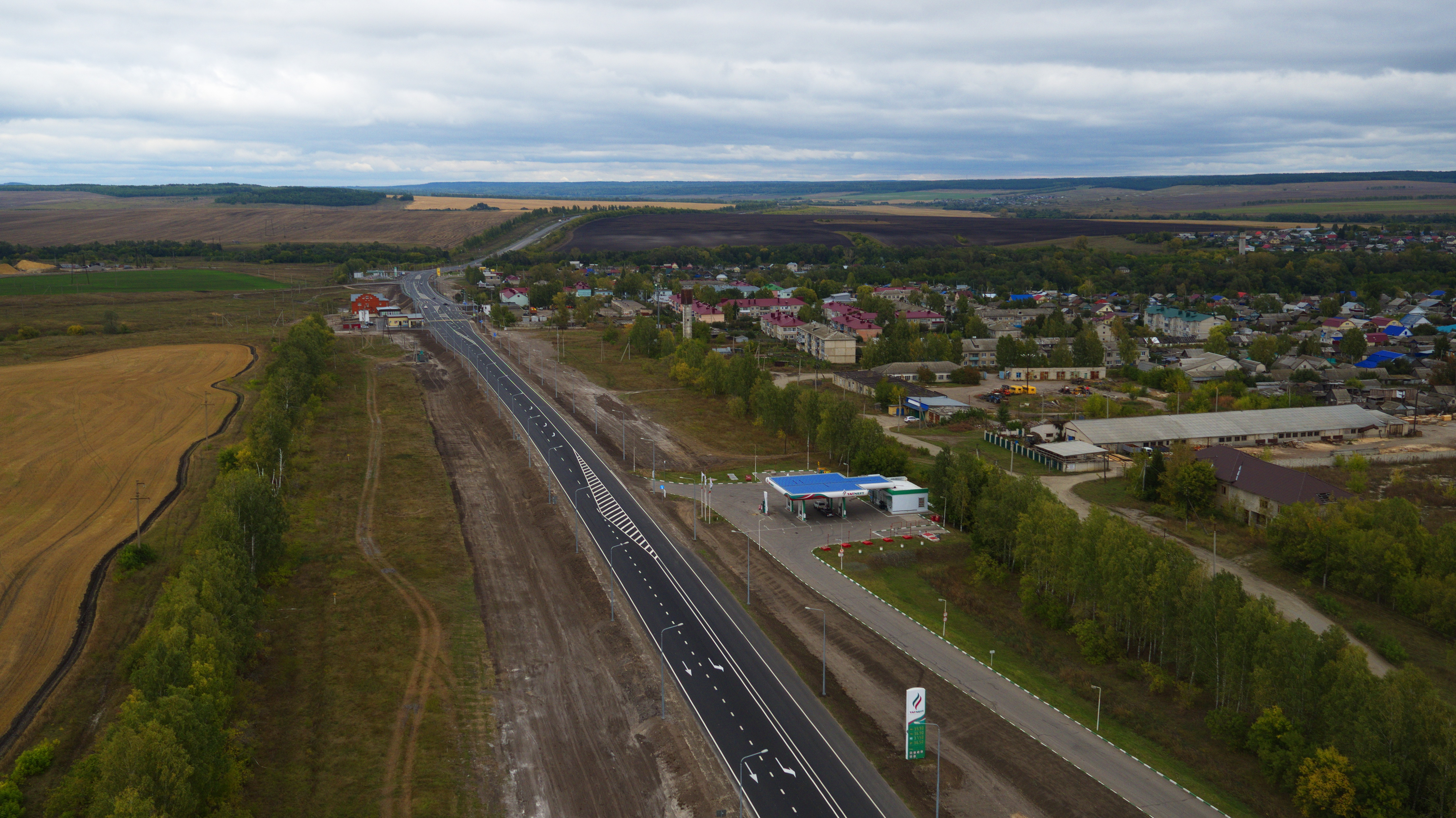
Подъезд от М5 к Ульяновску в посёлке Тереньга в Ульяновской области. Носит название Сызранское шоссе.
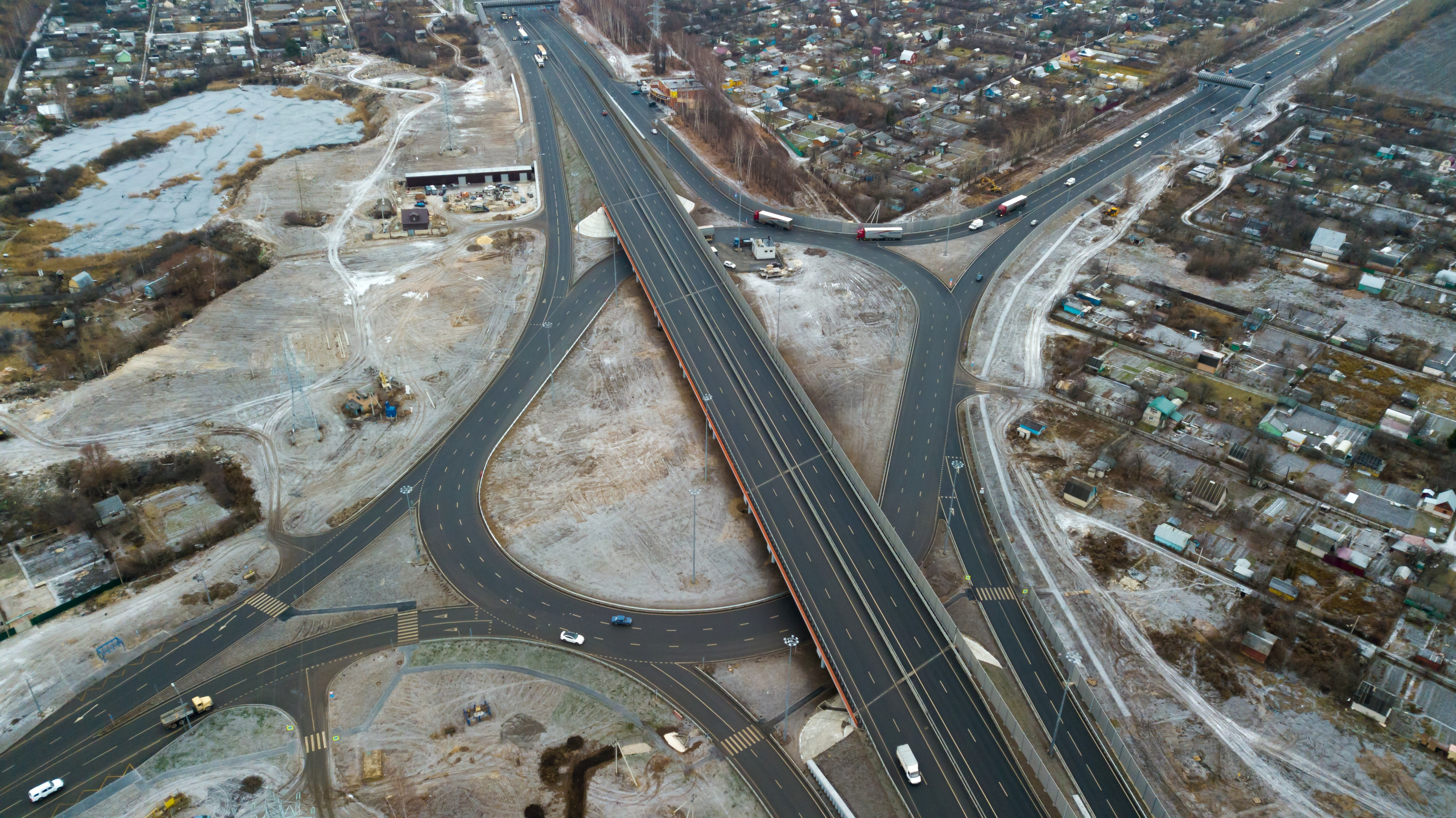
Транспортная развязка на 189 км автодороги в Рязани, построенная в ноябре 2018 года вместо перекрёстка со светофором

## Населённые пункты вдоль трассы
| Москва             |
| Московская область |

| Московская область |
| Рязанская область  |

| Рязанская область   |
| Республика Мордовия |

| Республика Мордовия |
| Пензенская область  |

| Пензенская область  |
| Ульяновская область |

| Ульяновская область |
| Самарская область   |

| Самарская область    |
| Оренбургская область |

| Оренбургская область |
| Республика Татарстан |

| Республика Татарстан    |
| Республика Башкортостан |

| Республика Башкортостан |
| Челябинская область     |

| Челябинская область     |
| Республика Башкортостан |

| Республика Башкортостан |
| Челябинская область     |

| Европа |
| Азия   |

## Автодороги-дублеры

### Рязанское шоссе
Рязанское шоссе (также встречаются названия Старорязанское шоссе, Старая Рязанская дорога) — крупное шоссе, представляющее собой историческую трассу автодороги М5 до постройки Новорязанского шоссе. Рязанское шоссе начинается от пересечения Рязанского проспекта с МКАД, на территории Жулебина проходит как Лермонтовский проспект, затем переходит в Октябрьский проспект в Люберцах и пролегает через всю южную часть города. У границы Люберец с Томилином от трассы ответвляется Егорьевское шоссе, в деревне Жилино — шоссе А102. Далее проходит по территории Октябрьского и Островцов,Бронниц и Коломны. Участок от выезда из Коломны до Рязани общие с трассой М5. Рязанское шоссе заканчивается в Рязани.
Проезд по шоссе осложняется небольшой шириной дороги и тем, что оно практически не имеет многоуровневых пересечений с крупными трассами (за исключением нескольких развязок с М5). Так, протяжённые заторы возникают на пересечениях со Смирновской улицей, Островецким шоссе и так далее.
Егорьевское шоссе Р105 — ответвляется от старого Рязанского шоссе в Люберцах и идёт через города Егорьевск и Спас-Клепики в направлении Касимова. Шоссе узкое, извилистое двухполосное, однако трафик на нём дальше Егорьевска относительно невелик. На М5 можно попасть через ответвления на Рязань (в Спас-Клепиках), а также на Шилово и Сасово-Шацк (в Касимове).
Также М5 отчасти дублирует трасса Р22, до Тамбова идущая с «Уралом» практически параллельно. Расстояние до некоторых городов (например, до Саратова) примерно одинаковое как по М5, так и по Р22. 
Обход Тольятти, с мостом через Волгу, дублирует М5 на участке от Сызрани до Зеленовки в объезд Жигулевской ГЭС. Открыт 16 июля 2024 года.

### В горной части
В горной части дороги на территории Челябинской области существует ряд объездов, идущих через населённые пункты параллельно М5 — раньше эти объезды были основной дорогой до строительства трассы мимо городов, сейчас используются местным населением либо транзитными легковыми автомобилями несмотря на бо́льшую их протяжённость по сравнению с основной трассой, потому что на объездах практически нет большегрузных автомобилей, а на некоторых участках движение грузовых автомобилей вообще запрещено. Через Златоуст можно объехать восточные склоны самой высокой точки трассы — перевала через хребет Уреньга (842 м), который бывает закрыт во время сильных снегопадов.

## Текущее состояние

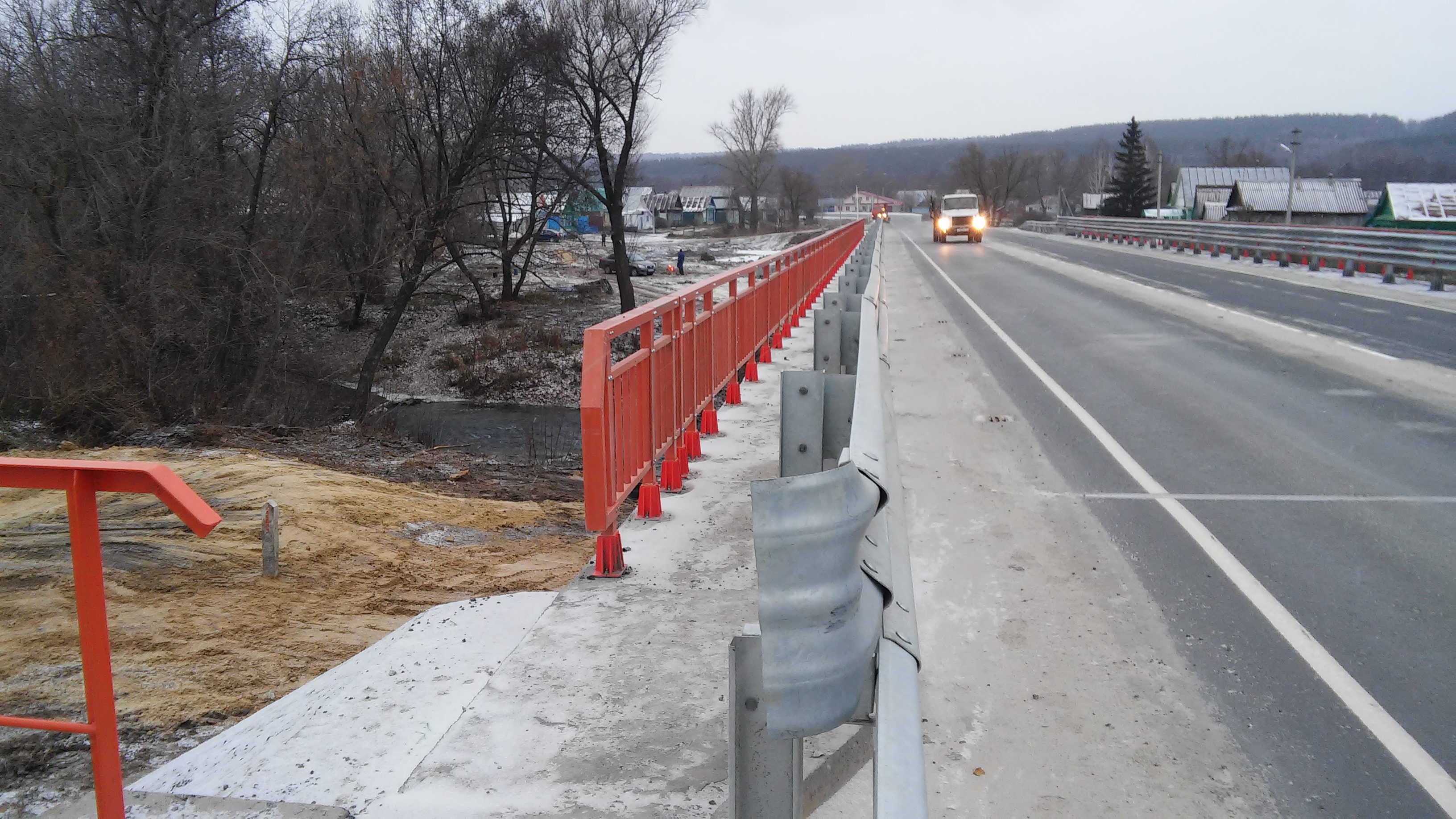
Мост через реку Юловку в Пензенской области на 698 км автодороги

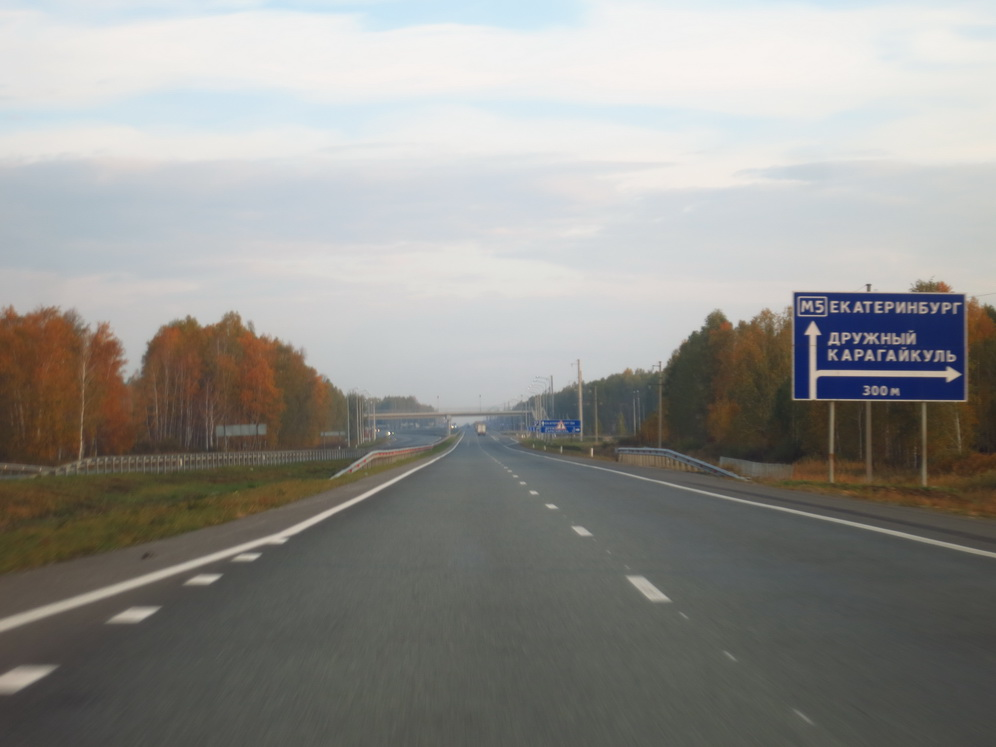
Подъезд к городу Екатеринбургу (на участке Челябинск — Екатеринбург, перед съездом справа на автодорогу 75К-146 Кунашак — Дружный — автодорога М5 Подъезд к городу Екатеринбургу)

От МКАД и до развязки на Жуковский 8-10 полос, далее до Луховиц (138 км) 4 полосы. Планируется обход Рязани с 190 по 210 км. Строится обход Зубовой Поляны и Спасска с 411 по 487 км. Участок между Тольятти и Самарой (981-1030 км) с сентября 2019 года является скоростным, скорость на нём ограничена 110 км/ч. Реконструируются участки в Самарской области с 1032 по 1042 км. Построен 98-километровый обход Тольятти. Ведётся реконструкция башкирского участка трассы на участках 1280—1312 км, 1375—1391 км, 1494—1510 км.
С конца 1990-х годов ведутся работы по расширению дороги западнее Челябинска. За 20 с лишним лет две проезжие части построены на участке Миасс — Челябинск длиной около 90 км. В 2024 году, после реконструкции 4-полосный участок продлился до Миасса. На 2024 год ведется строительство южных обходов городов Аши и Сима с 1548 по 1564 и с 1564 по 1609 км (от границы с Башкирией до поворота на Кропачево). Отрезок протяжённостью 24 километра, между поворотом на Мисяш и посёлком Витаминный (1820—1844 км), с июня 2013 года являлся автомагистралью, единственной в области, но в ноябре 2020 года из-за частых ДТП скоростной лимит был понижен со 110 км/ч обратно до 90 км/ч, и автомагистралью участок быть перестал.
Подъезд к Екатеринбургу расширен до четырёх полос на всем протяжении от Челябинска. Последний участок открыт 8 сентября 2022 года. Расширяются и подъезды к Оренбургу и Ульяновску.

### Горная часть дороги

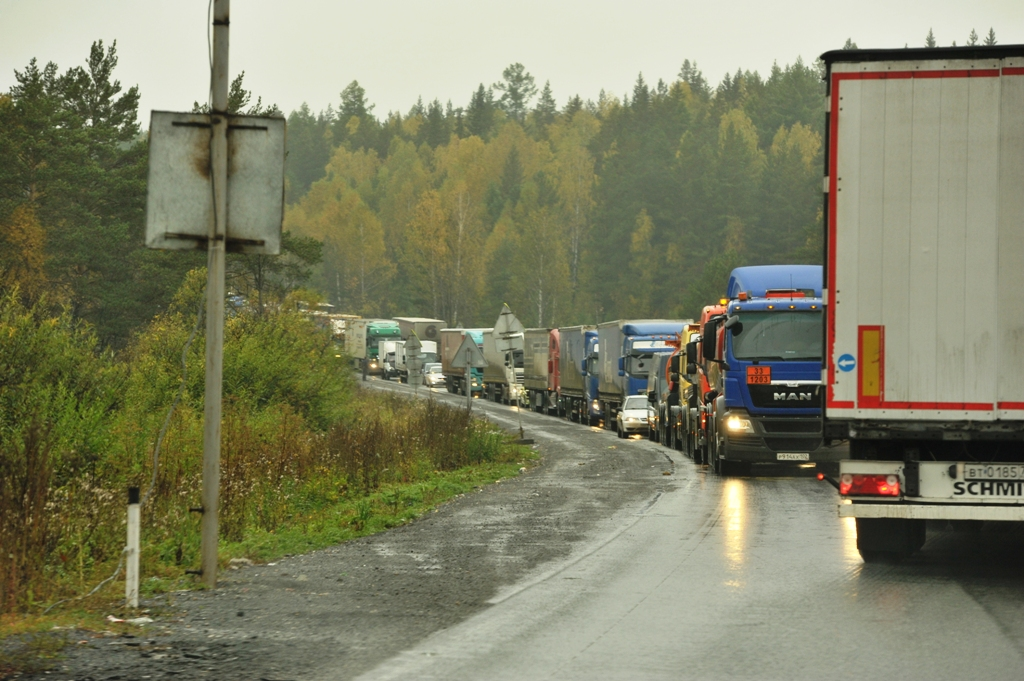
Затор на дороге в горах

Наиболее опасной частью трассы является восточная часть дороги, проходящая по западной территории Челябинской области, особенно в районе городов Сима и Усть-Катава. На этом участке ежегодно гибнет более 50 человек, более двухсот получают ранения. Ширина проезжей части колеблется от одной до трёх полос в каждом направлении, на отдельных участках дороги встречные потоки разделены разделительной полосой либо ограждением. 84 % от общей протяжённости участка не соответствуют нормативным требованиям по прочности. Интенсивность движения на трассе превышает расчётную в 5-7 раз.